# Ömböly
Ömböly ist eine ungarische Gemeinde im Kreis Nyírbátor im Komitat Szabolcs-Szatmár-Bereg.

## Geografische Lage
Ömböly liegt 47 Kilometer südöstlich des Komitatssitzes Nyíregyháza, 17 Kilometer südöstlich der Kreisstadt Nyírbátor und grenzt im Osten direkt an Rumänien. Nachbargemeinden sind Bátorliget, Piricse und Penészlek.  Jenseits der Grenze liegt in ein Kilometer Entfernung die rumänische Gemeinde Horea.

## Gemeindepartnerschaft
- Sanislău, Rumänien, seit 2005

## Sehenswürdigkeiten
- Denkmal des unbekannten Soldaten (Az ismeretlen katona emlékére)
- Griechisch-katholische Kirche Urunk színeváltozása
- Römisch-katholische Kirche Szűz Mária világ királynője

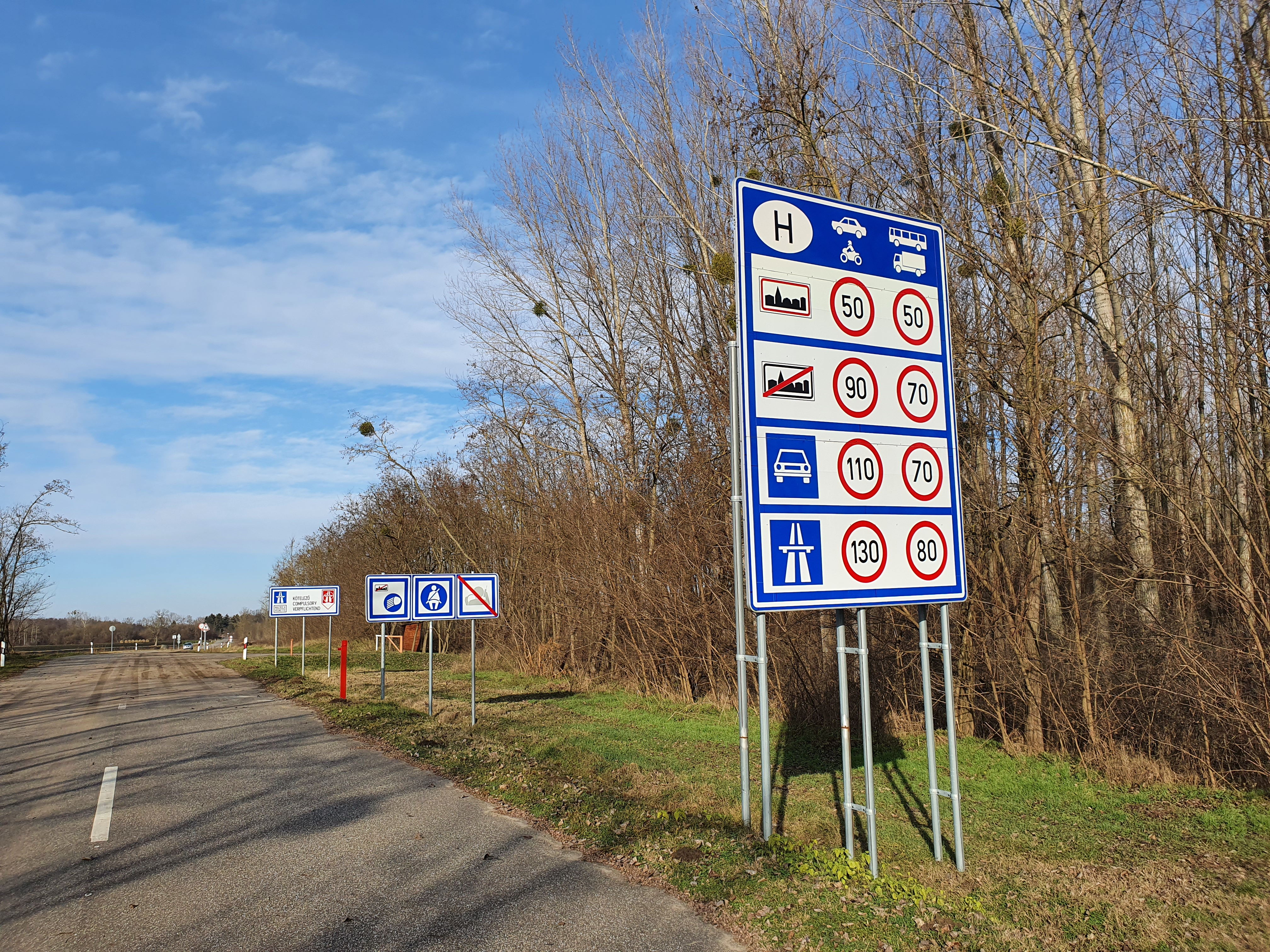
Staatsgrenze zu Rumänien zwischen Ömböly und Horea

## Verkehr
Durch Ömböly verläuft die Nebenstraße Nr. 49133, die zur rumänischen Grenze führt. Es bestehen Busverbindungen nach Nyírbéltek. Die nächstgelegenen Bahnhöfe befinden sich in Nyírbátor und westlich in Nyíradony.